# Lógia

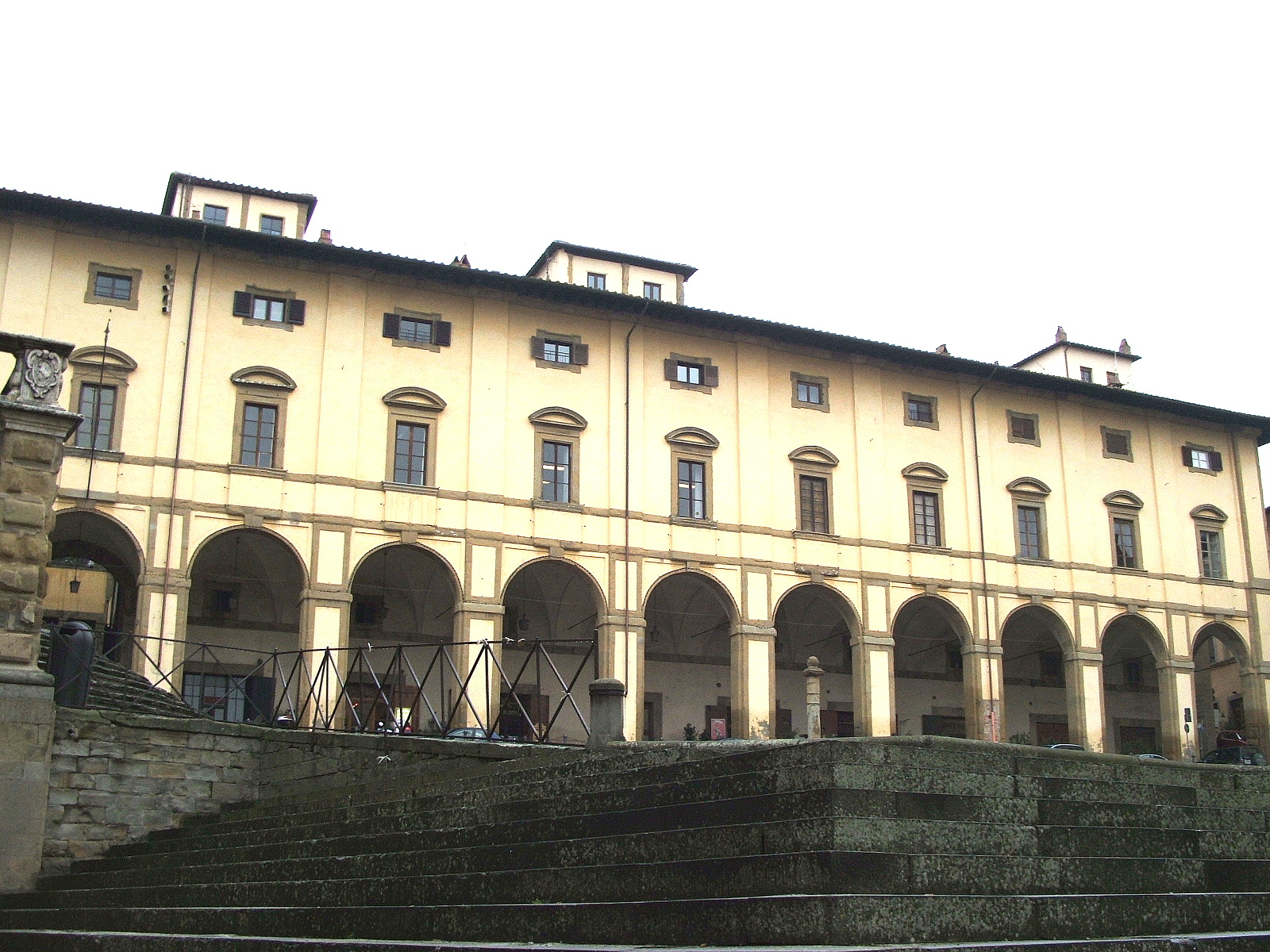
Loggia del Vasari, Arezzo

Lógia ou loggia é um elemento arquitetônico aberto inteiramente ou em um dos lados — como uma galeria ou pórtico — coberto e, normalmente, sustentado por colunas e arcos. 
A lógia pode ser pervia, ou seja, transitável, ou apenas decorativa. Geralmente é térrea, mas também pode ser edificada no primeiro andar e, neste caso, se sobreposta à térrea, chama-se loggia dupla. Foi muito difundida na arquitetura italiana, sobretudo durante o século XVII. 

## Galeria

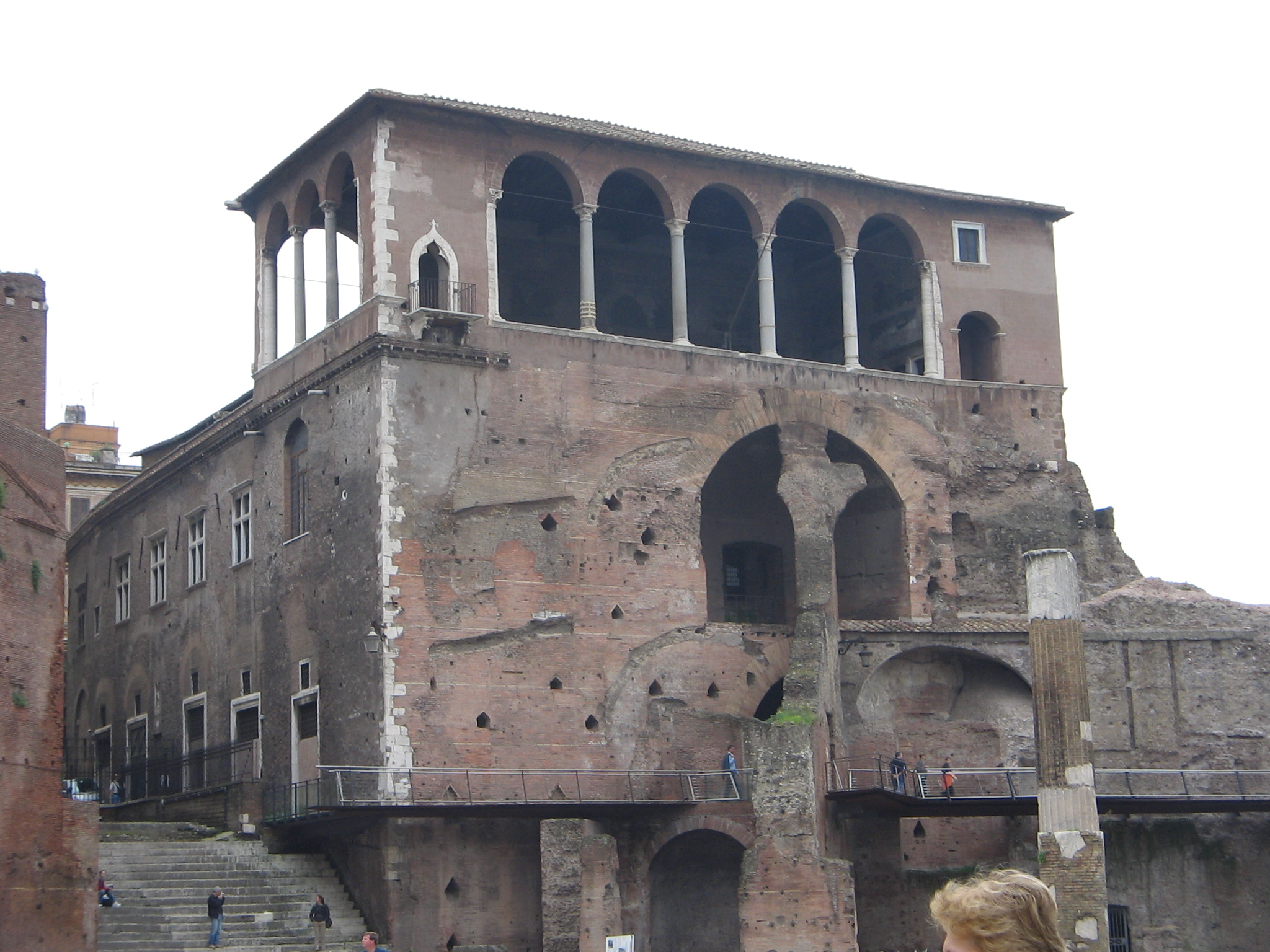
Lógia na Casa dei Cavalieri de Rodi em Roma.
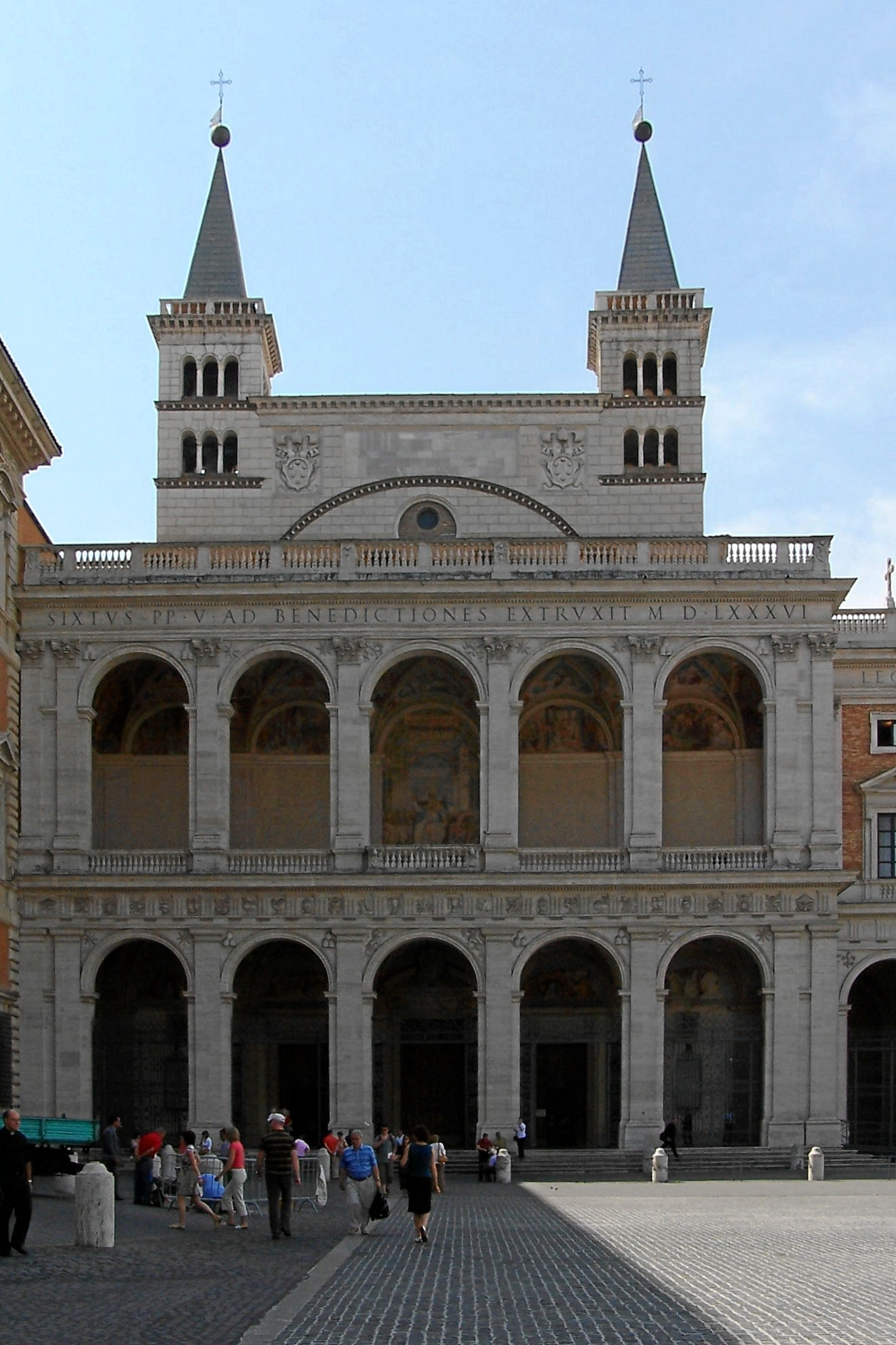
Lógia das bênçãos da arquibasílica de São João de Latrão, em Roma.
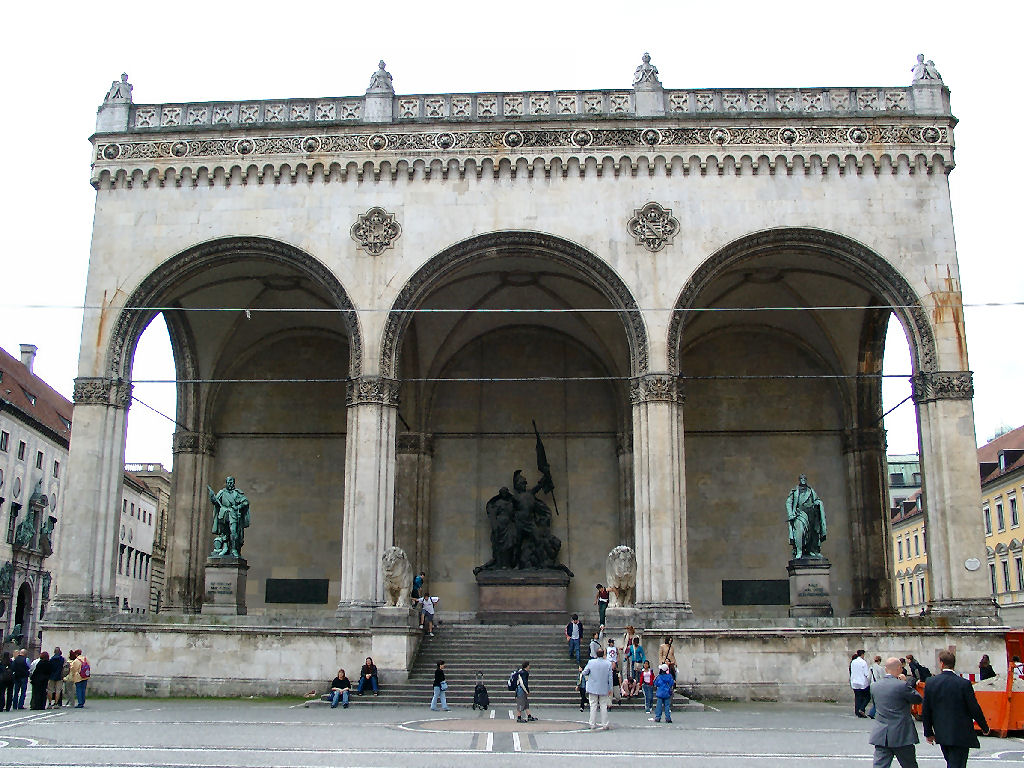
Feldherrnhalle, ou Lógia do Marechal, em Munique, Alemanha.
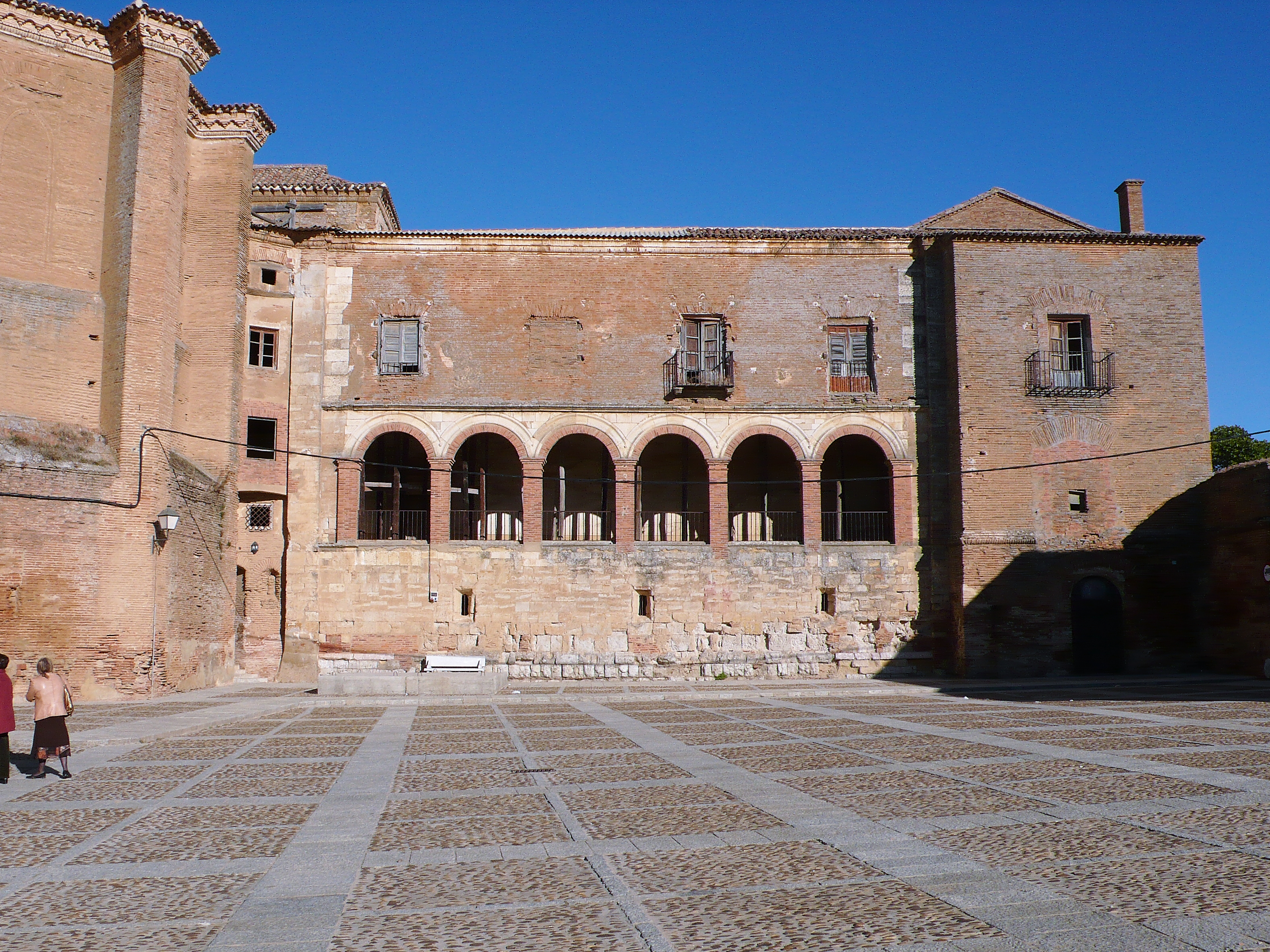
Palácio dos Condes de Grajal. Grajal de Campos, Espanha.
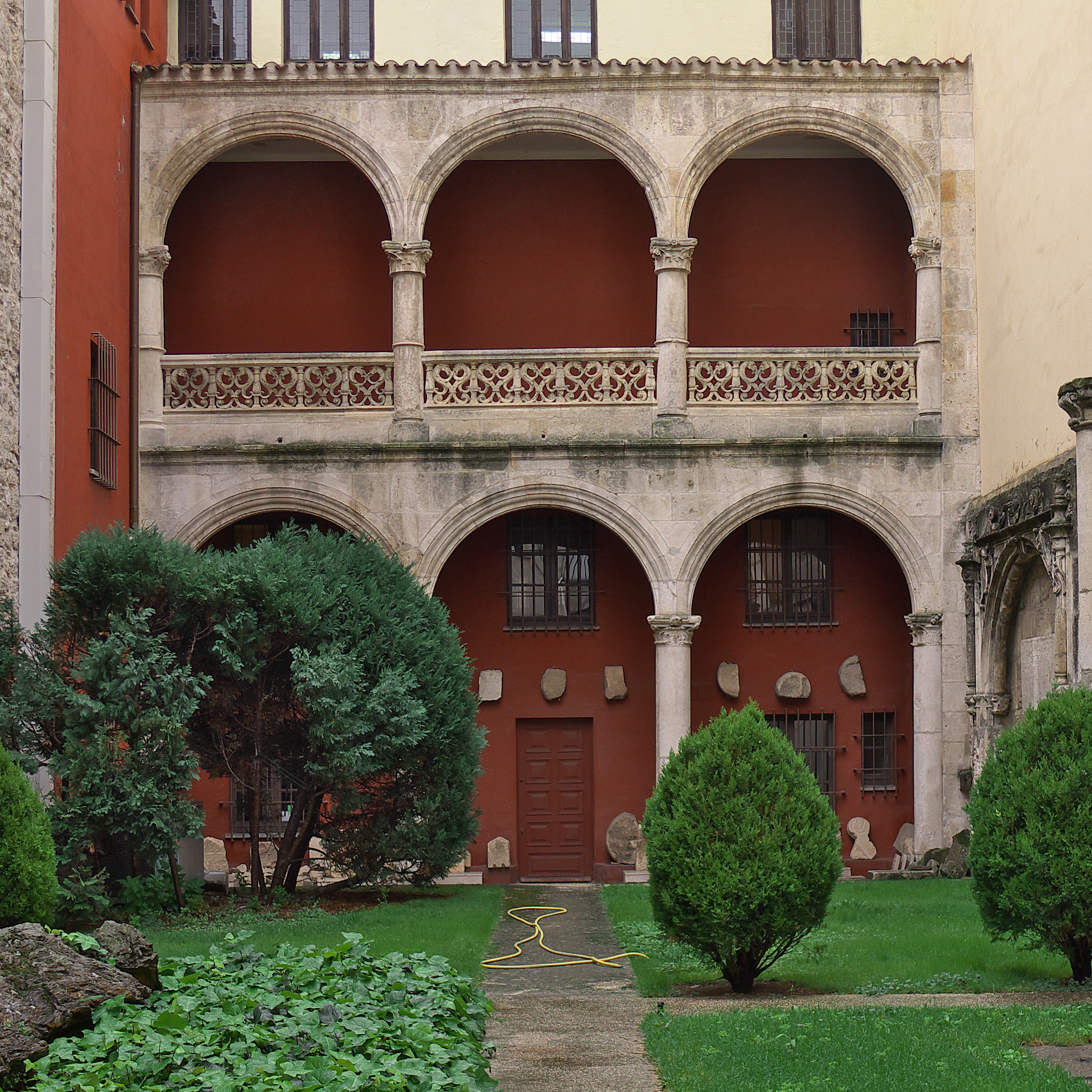
Lógia dupla na Casa de Miranda, Burgos, Espanha.